# Giovanni Francesco Negroni
Giovanni Francesco Negroni (ur. 3 października 1629 w Genui, zm. 1 stycznia 1713 w Rzymie) – włoski kardynał.

## Życiorys
Urodził się 3 października 1629 roku w Genui, jako syn Giovanniego Battisty Negroni i Placidy Gentile. Studiował na Uniwersytecie w Perugii, gdzie uzyskał doktorat. Następnie został klerykiem i skarbnikiem generalnym Kamery Apostolskiej. 2 września 1686 roku został kreowany kardynałem diakonem i otrzymał diakonię San Cesareo in Palatio. 7 lipca 1687 roku został wybrany biskupem Faenzy. W tym samym roku został legatem w Bolonii. 2 stycznia 1696 roku został podniesiony do rangi kardynała prezbitera i otrzymał kościół tytularny Santa Maria in Ara Coeli. Rok później zrezygnował z zarządzania diecezji. Zmarł 1 stycznia 1713 roku w Rzymie.